# Nicholas Wapshott
Nicholas Wapshott (Dursley, Gloucestershire, Inglaterra, 13 de enero de 1952) es un periodista y escritor británico. Es columnista en la agencia Reuters y consultor de contenidos en línea para medios de comunicación y clientes privados. Fue editor de la edición del sábado de The Times y fundador y editor de The Times Magazine. Ha escrito, entre otras, biografías de Margaret Thatcher, Carol Reed o Peter O'Toole. Su libro Keynes Hayek: El choque que definió la economía moderna fue publicado en castellano por Deusto en febrero de 2013.

## Primeros años
Fue el segundo de los cuatro hijos de Raymond y (Olivia) Beryl Wapshott. Tras asistir a la escuela primaria del condado de Dursley, ganó una beca de la Fundación Gloucester para el colegio Rendcomb, en Cirencester. Se graduó en ciencias políticas en la Universidad de Nueva York en 1973. Está casado con la autora y académica Louise Nicholson (1954- ), experta en la cultura de la cultura de la India. Tiene dos hijos, William (1988- ) y Oliver (1990- ).

## Carrera
Después de empezar en el Scotsman como aprendiz graduado en 1973, en 1976 se marchó a Londres para formar parte de The Times, trabajando primero en el departamento del editor William Rees-Mogg's como editor de páginas de cartas, para convertirse después en editor de artículos, tiempo durante el que escribió una serie de largos perfiles de políticos y artistas, como el líder laborista Michael Foot, el heredero del liderazgo laborista, Peter Shore, el líder del Partido Liberal Demócrata, Paddy Ashdown, dramaturgos como Alan Bennett y Dennis Potter, y actores como Dirk Bogarde y Alec Guinness. Cuando Kenneth Thomson vendió el periódico a Rupert Murdoch, que nombró a Harold Evans editor, Wapshott creó una sección semanal de listas llamada Preview.
En 1983 pasó a The Observer como editor de artículos y fundó una nueva revista semanal, Section 5. En 1987 sucedió al novelista Robert Harris como editor político y narró los últimos días de Margaret Thatcher como lídel del Partido Conservador. Fue el primero en contar los primeros años de John Major, el sorprendente sucesor de Thatcher.
En 1992, Wapshott volvió al Times para transformar la mediocre sección Saturday Review en The Times Magazine, publicada cada sábado. A causa de su éxito y por una clara mejora de las ventas del sábado, fue nombrado editor del periódico del sábado y añadió una serie de secciones separadas que rivalizaban con los pesos pesados de los periódicos dominicales. Como otros periódicos se apresuraron a seguir su ejemplo, a Wapshott se le atribuye la transformación del mercado de la prensa del sábado.
En 2001, fue nombrado corresponsal en Norteamérica de The Times, con sede en Nueva York. Llegó tres semanas antes de los atentados terroristas del 11 de septiembre, pero había regresado brevemente a Londres y estaba a bordo del Queen Elizabeth 2 en ruta a Nueva York cuando la Torres Gemelas cayeron. En 2005 comenzó a escribir artículos sobre negocios y noticias para The Sunday Telegraph y al año siguiente empezó en The New York Sun como editor de nacional e internacional, escribiendo una columna política muy reconocida.

### Actividad actual
Es un invitado habitual en la CNN, MSNBC, Fox News, ABC y the Charlie Rose Show and clabora con The New Statesman sobre asuntos americanos. En 2008 fue invitado por Tina Brown para ayudar a lanzar The Daily Beast, donde fue nombrado redactor jefe. En 2009 se convirtió en profesor adjunto de The New School, Nueva York, enseñando perfiles y pequeñas biografías. El mismo año se convirtió en consultor de la web de Oprah Winfrey Oprah.com. Ahora escribe una columna en Thomson Reuters Archivado el 9 de enero de 2015 en Wayback Machine..